# Рохас, Франсиска

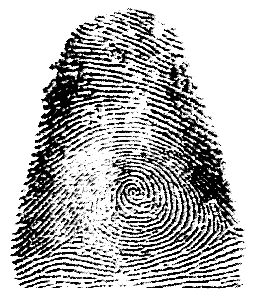
Отпечаток пальца Франсиски Рохас

Франси́ска Ро́хас де Караба́льо (исп. Francisca Rojas de Caraballo; 1865 — неизвестно) считается первым в мире преступником, признанным виновным по отпечаткам пальцев, оставленных на месте преступления.
29 июня 1892 года 27-летняя Рохас камнем убила двух своих детей в Некочеа, провинция Буэнос-Айрес, Аргентина. Её шестилетний сын Понсиано Карбальо Рохас и его четырёхлетняя сестра Тереса были найдены зверски убитыми в доме. Франсиска попыталась имитировать нападение, перерезав себе горло, а затем обвинив в убийствах своего соседа Педро Рамона Веласкеса.
Сообщение об убийстве поступило в Ла-Плату (столицу провинции) только 8 июля. Инспектор полиции Альварес из центральной полиции был отправлен в Некочеа для оказания помощи местной полиции в расследовании. По прибытии он обнаружил, что у полиции нет зацепок. Рохас отрицала свою причастность к гибели детей. Веласкес также прямо отрицал убийство детей. Альварес быстро определил, что у Веласкеса было алиби, поскольку во время убийств он гулял с несколькими друзьями. Альварес также узнал о словах другого бой-френда Рохас, который, якобы, говорил, что женился бы на ней, «если бы не пара этих сопляков».
Альварес осмотрел место преступления, хотя прошло уже несколько дней. Он обнаружил коричневое пятно на двери спальни, которое после тщательного осмотра определил как окровавленный отпечаток пальца. Помня об уроках, полученных от Хуана Вучетича, Альварес отделил часть двери с оттиском и вернулся в Ла-Плату с уликами. Затем Альварес попросил у Рохас снять отпечатки пальцев. После этой процедуры он сравнил отпечаток на двери с отпечатком Рохас и индивидуализировал его. Столкнувшись с этими доказательствами, Рохас не выдержала и призналась в убийствах. Впоследствии она была осуждена.
Когда Альварес вернулся в Ла-Плату с отпечатками пальцев, вера Вучетича в дактилоскопию была доказана. Это дело заложило основу для доказательства превосходства отпечатков пальцев перед антропометрией (см. бертильонаж) при идентификации личности преступника. В результате Аргентина стала первой в мире страной, где бертильонаж был отменён и картотеки преступников стали составляться по отпечаткам пальцев. Созданная в Аргентине система учёта преступников до сих пор используется во многих странах Южной Америки.